# Dolores Merendón
Dolores Merendón es un municipio del departamento de Ocotepeque en la República de Honduras.

## Toponimia
Su nombre es en honor a la Virgen de los Dolores, santa de la iglesia católica y por estar situado en la Sierra del Merendón.

## Límites
| Orientación | Límite                               |
| ----------- | ------------------------------------ |
| Norte       | Municipio de San Jorge, Ocotepeque   |
| Sur         | Municipio de Sinuapa, Ocotepeque     |
| Este        | Municipio de Fraternidad, Ocotepeque |
| Oeste       | Municipio de Concepción, Ocotepeque  |

Está situado a gran altitud al este de la Montaña Dolores Merendón.

## Historia
En 1887, en el censo de población de 1887 era una aldea de San Jorge.
En 1908 (7 de enero), se creó el municipio.
En 1909, se traslada la cabecera municipal a Fraternidad como aldea.
En 1910 (21 de noviembre), le dan de nuevo la categoría de municipio.
En la división del Departamento de Ocotepeque aparece formado el Distrito de La Encarnación.

## División Política
Aldeas: 2 (2013)
Caseríos: 25 (2013)
| Código | Aldea            |
| ------ | ---------------- |
| 140401 | Dolores Merendón |
| 140402 | San Jerónimo     |